# Rich Kalashh
Rich Kalashh, artiestennaam van Errich Sigmar Cristo Margaretha (1993), is een rapper van Curaçaos-Dominicaanse afkomst. Hij maakt zijn muziek doorgaans in het Papiaments en soms ook in het Nederlands.

## Biografie
Margaretha heeft in zijn jeugd een tijd in Nederland gewoond. Hij leerde er Nederlands spreken, ging naar school, probeerde voetballer te worden en kansen in Nederland te benutten. Daarna is hij met zijn familie terugverhuisd naar Curaçao. Op Curaçao ging hij wel naar school en voetbalde ook, maar beiden werkten niet echt voor hem. Hij kwam met criminaliteit in aanraking en zat in de gevangenis; naar eigen zeggen bijna heel zijn jeugd. Hij ontsnapte op 28 december 2011 toen hij vastzat in verband met gewelddadige inbraken, hij was toen 17 jaar. Zijn artiestennaam is ontleend aan zijn voornaam en dat hij naar eigen zeggen houdt van Kalasjnikov's. Margaretha is vader van twee dochters.

## Opspraak
Op 1 januari 2019 vond een schietpartij plaats bij nachtclub Vanilla in Curaçao. Verschillende media meldden dat de rapper was opgepakt in verband met de schietpartij. Hij liet daarop op sociale media weten dat dat niet het geval was. Daarbij haalde hij fel uit naar de media die hem incorrect aan de schietpartij zouden hebben gelinkt.
Voor optredens van de rapper zijn in het verleden geen vergunningen afgegeven door de autoriteiten in Nederland, Spanje, Aruba en Curaçao. Op 6 januari 2023 zou de rapper gaan optreden op Curaçao, maar kreeg geen vergunning. Hij zou deel uitmaken van Wow Music Festival te Parasasa Beach, mede gesponsord door Corendon. De krant Èxtra berichtte dat er geen vergunning werd verstrekt voor het optreden van de artiest. Dit werd door de autoriteiten bevestigd tegenover het Antilliaans Dagblad. De weigering zou te maken hebben gehad met het ontbreken van een goed veiligheidsplan, zowel voor de artiest zelf als voor de bezoekers te Parasasa. Dat heeft weer te maken met een incident dat zich begin juni 2022 voordeed, tijdens een optreden in het WTC. Overigens gebeurde dit buiten op het parkeerterrein, waarbij onbekenden betrokken waren en een bewaker door een kogel in zijn arm werd geraakt. Ook werd kort daarvoor de woning van de ouders van de organisator van het feest beschoten; dit was voor de lokale autoriteiten genoeg reden om geen toestemming te geven voor zijn optreden. Deze kwestie kreeg een staartje, waar vervolgens nooit meer iets over werd vernomen. Premier Gilmar Pisas (MFK) zou in zijn hoedanigheid van toenmalig (waarnemend)minister van Justitie negatieve adviezen van onder meer het Korps Politie Curaçao (KPC) voor een urban-muziekevenement naast zich neer hebben gelegd, en alsnog vergunning hebben verleend. Dat stelde Statenlid Rennox Calmes van de eenmansfractie TPK. Hij sprak van een ‘politieke voorkeursbehandeling’. De parlementariër heeft toen hierover een brief geschreven aan Justitieminister Shalton Hato, partijgenoot van Pisas. Hato was in het weekend dat het muziekevenement plaatsvond niet op Curaçao. Calmes - zelf evenals Pisas voormalig politieagent - beschikte over informatie dat Interpol zou hebben ontraden om deze artiest toe te laten op Curaçao voor een optreden. Mede op grond daarvan zou de politie een negatief advies hebben gegeven. Pisas zou echter zijn politieke invloed hebben gebruikt om het optreden alsnog door te laten gaan. De premier reageerde nooit op het verzoek van deze krant om commentaar.

## Discografie

### Singles
- Ken Te Gangster ft. Jaido (2013)
- Kan Niet Helpen (2013)
- Bibe Loleii ft. Bloody Jr (2013)
- Ketu Actief (2015)
- Tur Kaminda (2016)

### Album: Sero Misericordia (3 februari 2021)
1. Lolaki (Intro)
2. Déjà Vu
3. Show Off ft. Shermaine3
4. Sintimentu
5. Konbin ft. Yeyo Sossa
6. Sero Misericordia ft. Quincy
7. Hodidu ft. Dongo & HDS
8. Spiritu ft. Quincy & Shermaine3
9. Fiesta Ku Defuntu ft. Jaido
10. Sxm ft. Jaido
11. Ruta Suku ft. Ango & Shermaine3
12. Papia Ku Dios
13. Sirkunstansha ft. Boechi

### Album: Residivista i Artista (19 september 2021)
1. Issue
2. Deskonfia
3. Enemistad
4. Drugs ft. Quincy
5. Kontrolami
6. Bende Alma ft. Shermaine3
7. Respira
8. Realisa
9. Let Down
10. Other Light
11. Bleeding ft. Jaido
12. Mas Pa Bai